# Fabio dos Santos
Phan Văn Santos, tên thật là Fabio Dos Santos (sinh ngày 30 tháng 9 năm 1977) là một cựu cầu thủ bóng đá người Brasil nhập quốc tịch Việt Nam chơi ở vị trí thủ môn.
Trước khi sang Việt Nam, anh thi đấu cho đội trẻ De Regatas Vasco da Gama. Câu lạc bộ đầu tiên mà anh đầu quân tại Việt Nam là Đồng Tâm Long An. Cuối năm 2007, anh trở thành cầu thủ ngoại nhập tịch đầu tiên của Việt Nam. Mười mùa giải khoác áo  Đồng Tâm Long An, Santos đã góp công lớn mang về cho câu lạc bộ 2 chức vô địch V-League liên tiếp 2005 và 2006, vô địch Cúp quốc gia 2005 và giành Siêu cúp quốc gia 2006.
Sau khi trở thành công dân Việt Nam vào cuối năm 2007 với tên gọi Phan Văn Santos, hơn nửa năm sau, anh được HLV Henrique Calisto triệu tập lên đội tuyển VN chuẩn bị cho AFF Cup 2008. Trận giao hữu với tuyển Olympic Brazil trên sân Mỹ Đình ngày 1 tháng 8 năm 2008 là lần đầu tiên, một cầu thủ nhập tịch được khoác áo đội tuyển Việt Nam. Nhưng tuần trăng mật của Santos với bóng đá VN sớm chấm dứt sau 5 trận giao hữu. Santos mắc sai lầm khiến đội tuyển VN thua Turkmenistan 2-3 ở Cúp bóng đá quốc tế TP.HCM 2008 diễn ra trên sân Thống Nhất vào tháng 10 và sau đó, anh xin rời đội với lý do bận việc gia đình. Không thể thuyết phục Santos, HLV Calisto gạch tên Santos khỏi đội tuyển VN dự AFF Cup 2008, giải đấu tuyển VN lần đầu tiên đăng quang.
Năm 2010, Santos chuyển sang đầu quân cho CLB Navibank Sài Gòn. Việc không kiểm soát được cân nặng đã khiến Santos không thể trụ được lâu ở sân Thống Nhất. Năm 2012, anh chuyển Becamex Bình Dương sau khi Navibank Sài Gòn giải thể.
Năm 2013 Santos không được Becamex Bình Dương tái ký hợp đồng nên anh về chơi cho tân binh V.League Hùng Vương An Giang.
Khi giải nghệ, anh vẫn gắn bó với Việt Nam, làm nhiều nghề và hiện dạy bóng đá ở trường quốc tế tại Thành phố Hồ Chí Minh.